# Amirul Hamizan Ibrahim
Amirul Hamizan Ibrahim (* 3. Dezember 1981) ist ein malaysischer Gewichtheber.

## Karriere
Amirul Hamizan Ibrahim nahm an den Olympischen Sommerspielen 2008 teil, wobei er den achten Rang in der Kategorie bis 56 kg mit einer persönlichen Bestleistung von 265 kg erringen konnte. Bei den Asienmeisterschaften 2008 wurde er Vierter mit 262 kg. 2010 gewann Ibrahim bei den Commonwealth Games 2010 in Neu-Delhi die Goldmedaille in der Klasse bis 56 kg.